# Odzala (kever)
Odzala is een kevergeslacht uit de familie van de boktorren (Cerambycidae). De wetenschappelijke naam van het geslacht werd voor het eerst geldig gepubliceerd in 1968 door Villiers.

## Soorten
Odzala is monotypisch en omvat slechts de volgende soort:
- Odzala bicolorata Villiers, 1968